# F1 2009 (jeu vidéo)
Pour la compétition réelle, voir Championnat du monde de Formule 1 2009.
 (juillet 2017).
Si vous disposez d'ouvrages ou d'articles de référence ou si vous connaissez des sites web de qualité traitant du thème abordé ici, merci de compléter l'article en donnant les références utiles à sa vérifiabilité et en les liant à la section « Notes et références ».
F1 2009 est un jeu vidéo de course basé sur la saison 2009 du championnat du monde de Formule 1. Annoncé le 9 mai 2008 par Codemasters, le jeu est sorti le 19 novembre sur PSP et Wii. Le moteur du jeu est l'Ego Engine, qui a déjà été utilisé par Codemasters pour ses Colin McRae: Dirt et Race Driver: GRID. Ce nouvel opus est le premier jeu de F1 sous licence commercialisé depuis 2006, le dernier étant Formula One Championship Edition développé par SCE Studio Liverpool.
Le jeu propose les 17 circuits du calendrier 2009 dont la course nocturne sur le circuit urbain de Singapour et le nouveau circuit Yas Marina d'Abou Dabi inauguré en 2009. En accord avec la réglementation 2009, le jeu propose le SREC, les pneus slicks, l'aérodynamique réduite et bien sûr les pénalités. Ce volet sera suivi d'un F1 2010 techniquement plus avancé qui sortira en 2010 sur PlayStation 3, Windows et Xbox 360.
Sur la version pour Wii, un volant, semblable au Wii Wheel de Mario Kart Wii (accueillant la télécommande Wii) mais de forme spécifique, est fourni dans les packs spéciaux.

## Système de jeu
Sur Wii, le jeu peut se jouer avec la combinaison Wiimote/Nunchuk, avec la télécommande à l'horizontale ou dans le volant, ou même avec le volant Speed Force Wireless de Logitech.

## Pilotes et écuries
| Ecurie                    | Pilote               | Numéro |
| ------------------------- | -------------------- | ------ |
| McLaren Racing            | Lewis Hamilton       | 1      |
| McLaren Racing            | Heikki Kovalainen    | 2      |
| Scuderia Ferrari Marlboro | Felipe Massa         | 3      |
| Scuderia Ferrari Marlboro | Kimi Räikkönen       | 4      |
| BMW Sauber F1 Team        | Robert Kubica        | 5      |
| BMW Sauber F1 Team        | Nick Heidfeld        | 6      |
| ING Renault F1 Team       | Fernando Alonso      | 7      |
| ING Renault F1 Team       | Nelshino Piquet      | 8      |
| Toyota F1 Team            | Jarno Trulli         | 9      |
| Toyota F1 Team            | Timo Glock           | 10     |
| Scuderia Toro Rosso       | Sebastien Bourdais   | 11     |
| Scuderia Toro Rosso       | Sebastien Buemi      | 12     |
| Red Bull Racing           | Mark Webber          | 14     |
| Red Bull Racing           | Sebastian Vettel     | 15     |
| Williams F1 Team          | Nico Rosberg         | 16     |
| Williams F1 Team          | Kazuki Nakajima      | 17     |
| Force India               | Adrian Sutil         | 20     |
| Force India               | Giancarlo Fisichella | 21     |
| Brawn GP Formula One Team | Jenson Button        | 22     |
| Brawn GP Formula One Team | Rubens Barrichello   | 23     |

## Sources
- "Premières images du nouveau jeu vidéo F1" in F1 Racing, no 123, mai 2009, pages 20, 21.